# Rowland Day
Rowland Day (* 6. März 1779 in Chester, Massachusetts; † 23. Dezember 1853 in Moravia, New York) war ein US-amerikanischer Politiker. Zwischen 1823 und 1825 sowie zwischen 1833 und 1835 vertrat er den Bundesstaat New York im US-Repräsentantenhaus.

## Werdegang
Rowland Day wurde während des Unabhängigkeitskrieges im Hampden County geboren. Die Familie zog 1805 nach Skaneateles und er 1810 von dort nach Moravia. Day ging kaufmännischen Geschäften nach. Er saß 1816 und 1817 in der New York State Assembly. 1821 nahm er am Konvent zwecks Überarbeitung der Verfassung von New York teil. Er zog dann nach Sempronius. Dort hielt er mehrere lokale Ämter.
Als Folge einer Zersplitterung der Demokratisch-Republikanischen Partei vor und während der Präsidentschaft von John Quincy Adams (1825–1829) schloss er sich der Crawford-Fraktion an. Bei den Kongresswahlen des Jahres 1822 für den 18. Kongress wurde Day im 24. Wahlbezirk von New York in das US-Repräsentantenhaus in Washington, D.C. gewählt, wo er am 4. März 1823 als erster Vertreter des Distrikts im US-Repräsentantenhaus seinen Dienst antrat. Er schied nach dem 3. März 1825 aus dem Kongress aus. In der Folgezeit schloss er sich der Jacksonian-Fraktion an. 1834 kandidierte er für den 23. Kongress. Nach einer erfolgreichen Wahl trat er am 4. März 1832 die Nachfolge von Ulysses F. Doubleday an. Er schied dann nach dem 3. März 1935 aus dem Kongress aus.
Nach seiner Kongresszeit ging er wieder kaufmännischen Geschäften nach. Er verstarb ungefähr acht Jahre vor dem Ausbruch des Bürgerkrieges in Moravia und wurde dann auf dem Indian Mound Cemetery beigesetzt.